# Вінницьке земляцтво у місті Києві (громадська організація)

Вінницьке земляцтво у місті Києві — громадська організація України, розташована в Києві. Об'єднує на добровільних засадах громадян, що живуть в столиці України і народилися у Вінницькій області або певний час проживали на її території.
Створена у 1994 р. як міжнародне громадське об'єднання. Реєстрація зі статусом юридичної особи у 1995 р.

Не плутати з іншою альтернативною організацією — Товариство «Вінничани у Києві».

## Мета та завдання
Створена для згуртування вихідців з Вінницькій області у м. Києві, підтримки мистецьких талантів земляків, видання краєзнавчої та художньої літератури місцевих авторів, збереження і примноження народних традицій, культури рідного краю.

## Керівництво
- Безносюк Віталій Дмитрович, бізнесмен — голова;
- Гнатюк Ніна Юхимівна, поетеса — заступник голови;
- Шпак Олександр Григорович, політик — виконавчий директор.

## Діяльність

### Акції
Серед знакових проектів за участю земляцтва на початку ХХІ ст.:
- дні сатири і гумору Степана Руданського у Калинівському районі;
- літературно-мистецьке свято «Браїлівська осінь» у Жмеринському районі;
- «Бортнякова весна» у Крижопольському районі;
- «Мистецтво одного села» в Києві;
- «Стусівські читання» у Вінниці та дні пам'яті Василя Стуса у с. Рахнівці Вінницькій області;
- «Вечори подільських поетес» у Києві[3] та ін.

### Премії
Земляцтвом засновані:
- Всеукраїнська літературно-мистецька премія імені Євгена Гуцала (від 2000 р.);
- Літературна премія імені Анатолія Бортняка (від 2010 р.);
- Театральна премія імені Миколи Зарудного;
- Літературна премія імені Михайла Стельмаха журналу «Вінницький край» (спільно з редколегією).